# AN-M65
AN-M65 – amerykańska bomba burząca wagomiaru 1000 funtów. Prace nad tą bombą rozpoczęto w 1942 roku. Była stosowana podczas II wojny światowej przez lotnictwo US Navy i USAAC. Po wojnie znalazła się na uzbrojeniu pozostawała na uzbrojeniu USAF i US Navy, oraz lotnictwa krajów NATO. Wycofana z uzbrojenia w 60.
Bomba AN-M65 miała pomalowany na oliwkowo korpus z żółtym pasem naokoło nosa i ogona. Bomba była uzbrojona dwoma zapalnikami: głowicowym (AN-M103, M110 lub M118) i tylnym (AN-M102A2 lub M114A1).

## Bibliografia

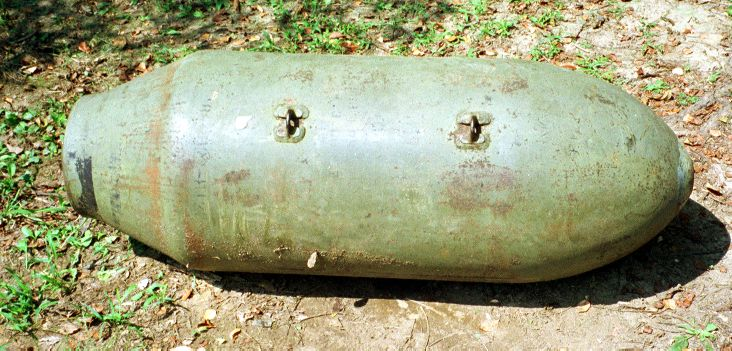
Niewybuch bomby AN-M65